# Thomas Hopper
Thomas Hopper (1776–1856) est un architecte anglais de la fin du XVIIIe et du début du XIXe siècle, très apprécié du roi George IV, et particulièrement connu pour son travail sur des maisons de campagne dans le sud de l'Angleterre, avec des incursions occasionnelles plus loin, au Pays de Galles et en Irlande (en particulier l'Ulster).

## Biographie
Il participe à des améliorations du Shire Hall à Monmouth sous la « sanction royale », où lui et Edward Haycock font étendre le bâtiment le long d'Agincourt street, créant de la place pour un nouvel escalier et des cours plus grandes. Hopper s'installe dans Monnow Street à Monmouth pendant les travaux.
En 1840, il expose des plans pour Butterton Hall dans le Staffordshire. Ce bâtiment gothique subsiste jusqu'à la Première Guerre mondiale quand il est démoli en raison d'une mauvaise utilisation.
Hopper est mort en 1856.

## Galerie d'oeuvres architecturales

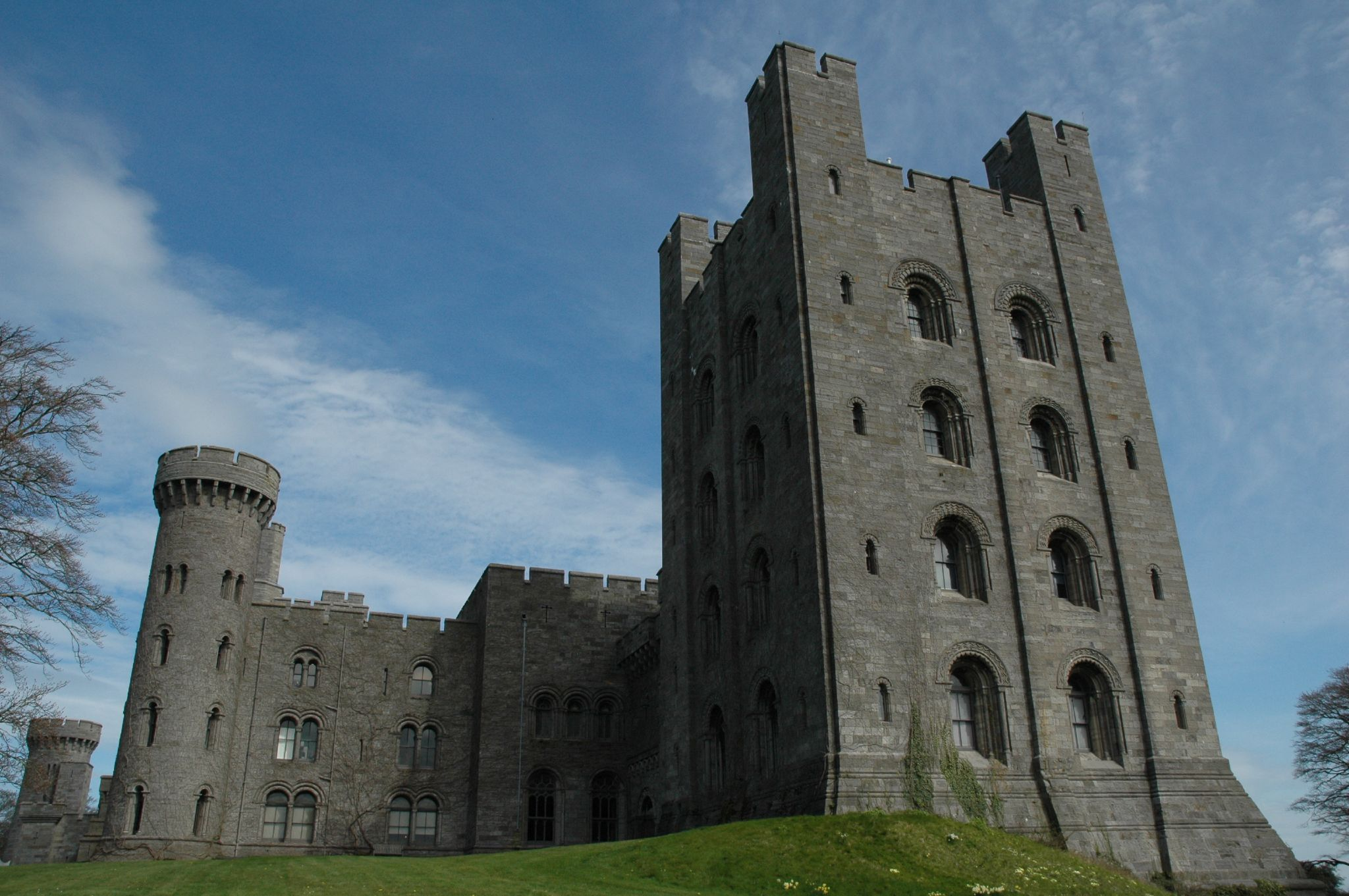
Penrhyn Castle, south front
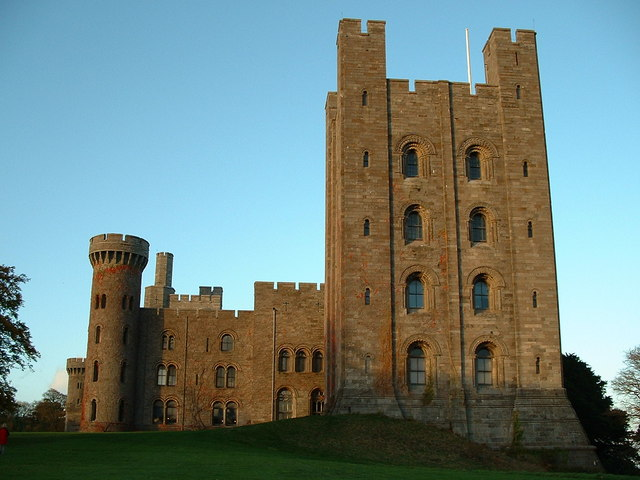
Penrhyn Castle, façade sud
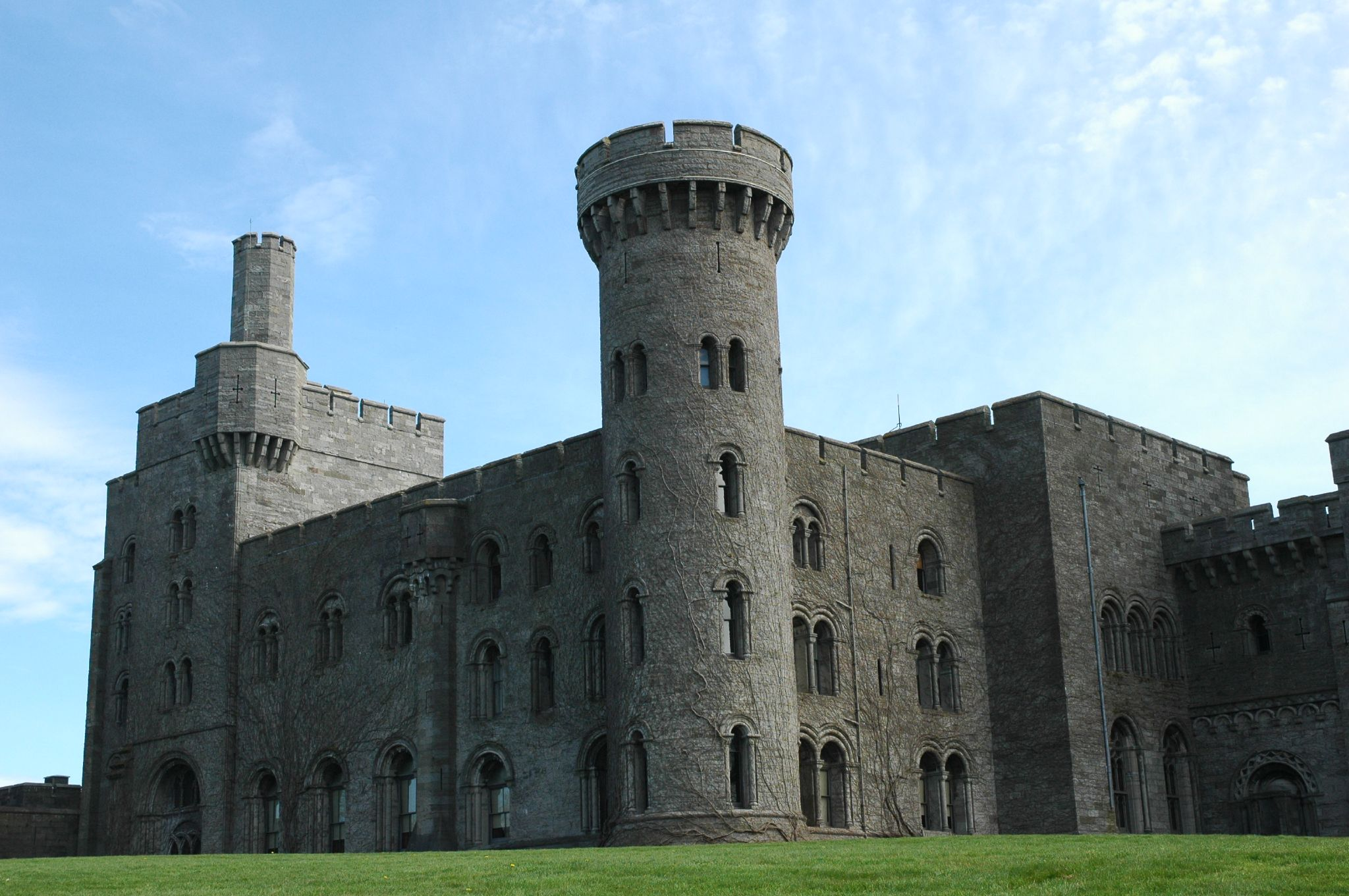
Penrhyn Castle, facade ouest
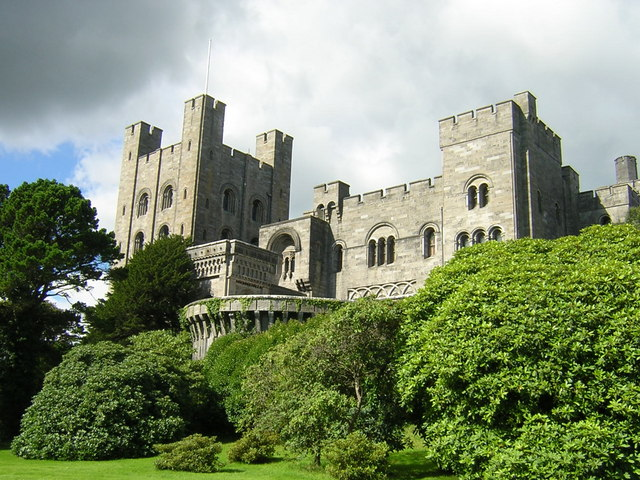
Penrhyn Castle, facade Est
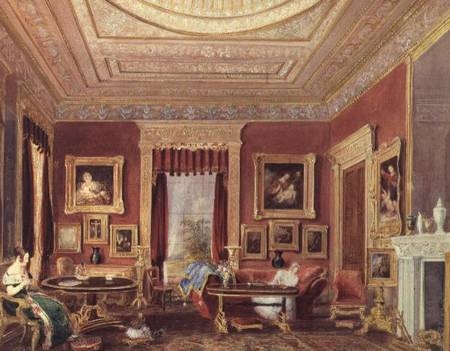
The Drawing Room, Leigh Court
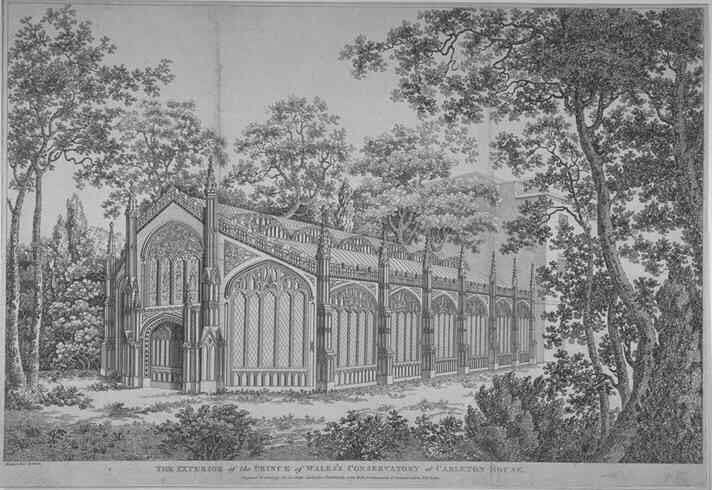
extérieur, Carlton House, London
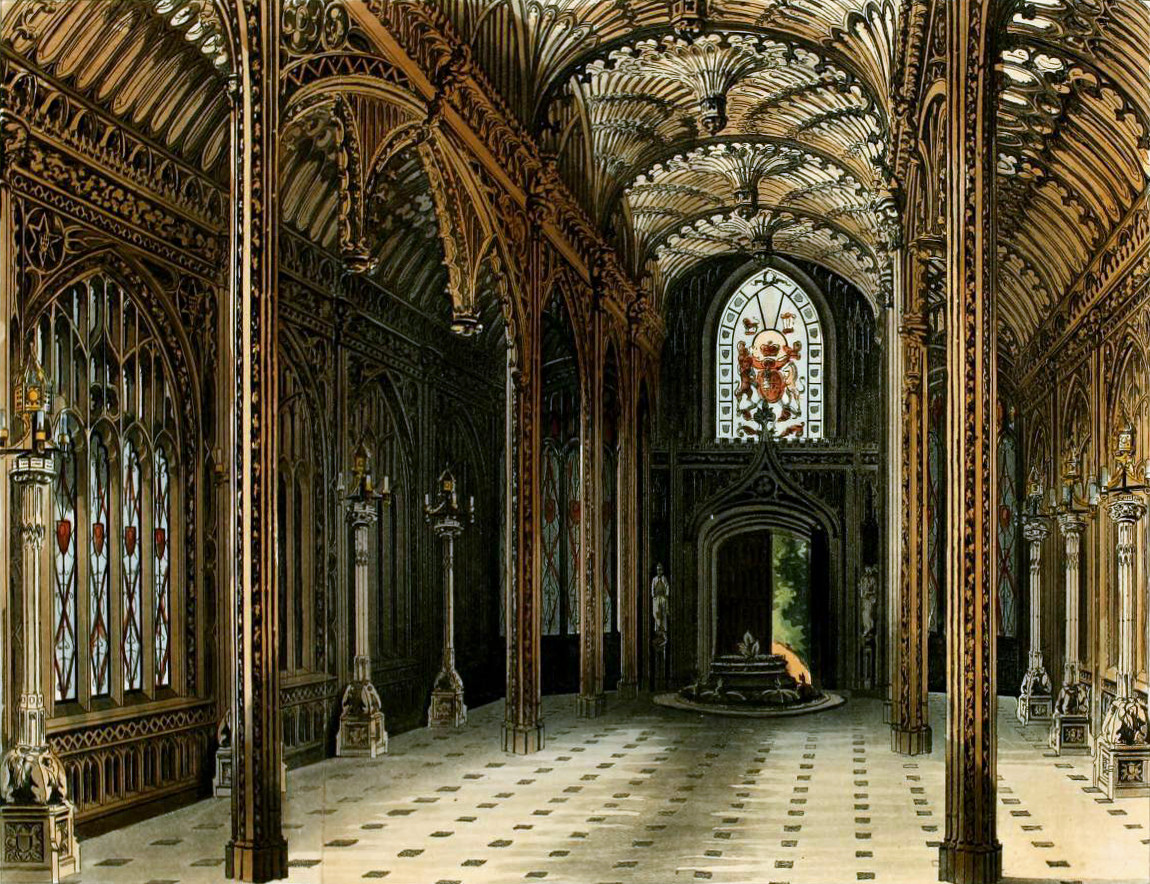
Carlton House, London
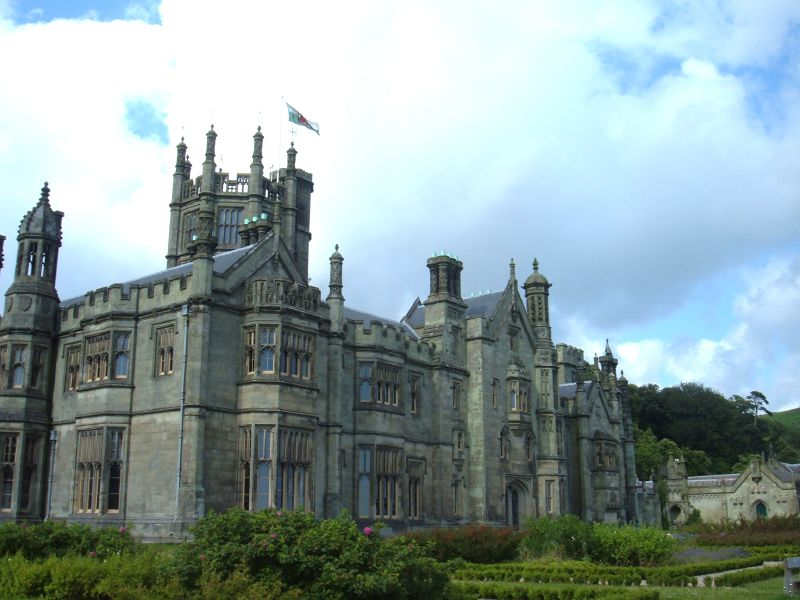
façade sur jardin, Margam Castle
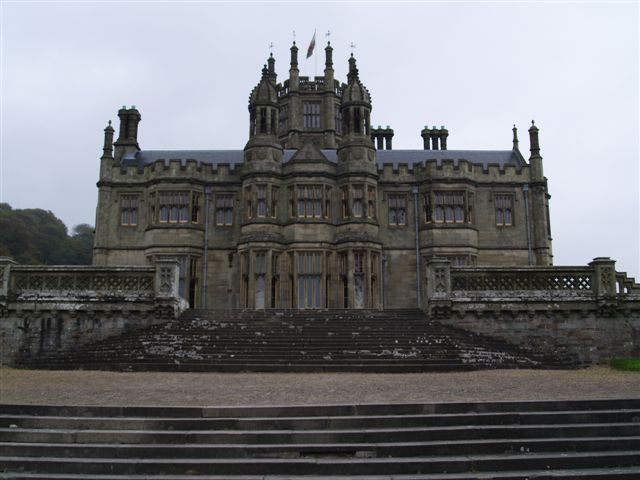
façade ouest, Margam Castle
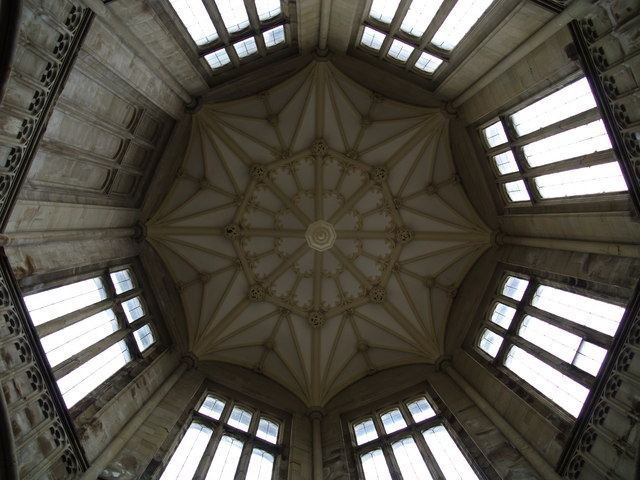
Margam Castle
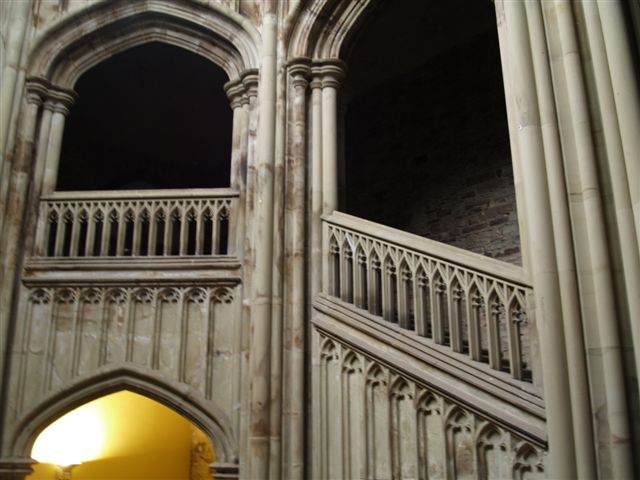
Main staircase, Margam Castle